# Makondové
Makondové (Makonde) je název etnika žijícího podél řeky Ruvuma na hranicích Tanzanie a Mosambiku. Obývají převážně výše položené oblasti, které nejsou zamořeny malárií. Jejich počet se odhaduje na půldruhého milionu. Početná skupina makondských přistěhovalců žije také v Keni, kam přišli pracovat na sisalové plantáže, nemají však nárok na keňské občanství. Makondština patří mezi bantuské jazyky.
Většina Makondů žije v původních vesnicích, živí se lovem a pěstováním kukuřice, čiroku a manioku. Vesnice spravuje rada starších nazývaná litawa, udržuje se tradiční matrilinearita. Nejrozšířenějším vyznáním je animismus, i když formálně se velká část Makondů hlásí k islámu nebo křesťanství. K jejich víře patří složité iniciační rituály a tanec v maskách mapiko. Makondové jsou vyhlášeni jako zruční řezbáři, vytvářející sochy z tmavého těžkého dřeva stromu Dalbergia melanoxylon. Jejich originální stylizace bývá přirovnávána k evropskému modernímu umění: „Odborníci ocenili esteticky citlivé vyvážení odvážných deformit a elegantní spojení normálně nesouvisejících částí těla, pružnou výtvarnou fantazii a kombinační řemeslnou schopnost prořezat neforemné dřevo v rafinovaný propletenec štíhlých anatomických prvků.“ Nejznámějším makondským výtvarníkem byl George Lilanga.
Makondové se dokázali ubránit invazi kočovných Ngoniů i evropským kolonizátorům, až počátkem 20. století jejich území ovládla Portugalci kontrolovaná Njaská společnost. Mosambičtí Makondové tvořili většinu členů hnutí FRELIMO, bojujícího za nezávislost země. Povstání vypuklo po masakru ve městě Mueda, kde 17. června 1960 portugalští vojáci při rozhánění demonstrujících domorodců zabili několik stovek lidí. Makondští bojovníci se uchýlili na území Tanzanie, kde jim poskytli pomoc místní soukmenovci, a podnikali odtud výpady proti Portugalcům. Makondského původu jsou bývalý tanzanský prezident Benjamin Mkapa a mosambický prezident Filipe Nyusi.